# Liponeura komareki
Liponeura komareki är en tvåvingeart som beskrevs av Vimmer 1916. Liponeura komareki ingår i släktet Liponeura och familjen Blephariceridae.
Artens utbredningsområde är Bulgarien. Inga underarter finns listade i Catalogue of Life.